# Radu Florescu (istoric)
Radu Florescu (n. 23 octombrie 1925, București, România – d. 18 mai 2014, Mougins, Provence-Alpes-Côte d'Azur, Franța) a fost un istoric și profesor universitar  de origine română. 
Radu Florescu este autorul a numeroase articole academice și cărți referitoare la România și istoria României.

## Biografie
Radu Florescu s-a născut la 23 octombrie 1925.
Radu Florescu a obținut diplomele de licență și master de la Christ Church, Universitatea Oxford în Marea Britanie, înainte de a se muta în Statele Unite ale Americii, unde și-a completat studiile prin obținerea unui doctorat la Universitatea Indiana.
A deținut poziția de profesor emerit de istorie la  Boston College.  Radu Florescu a fost, de asemenea, directorul Centrului de Studii Est Europene (East European Research Center) al regiunii de  nord-est a Statelor Unite ale Americii, cunoscută sub numele de Noua Anglie (New England).  În anul 1996 a fost numit consul onorific pentru regiunea New England de către Ministerul afacerilor externe a României.

## Cărți publicate
- Lupta împotriva Rusiei în principatele române (The Struggle against Russia in the Romanian Principalities),
- Dracula, Prințul cu multe fețe; viața și timpurile sale (Dracula - Prince of Many Faces; His Life and His Times), împreună cu Raymond T. McNally
- În căutarea lui Dracula - O istorie adevărată a lui Dracula și legendele cu vampiri (In Search of Dracula: A True History of Dracula and Vampire Legends), împreună cu Raymond T. McNally

## Distincții
- Ordinul național „Serviciul Credincios” în grad de Cavaler (1 decembrie 2000) „pentru realizări artistice remarcabile și pentru promovarea culturii, de Ziua Națională a României”[7]